# Polverigi
Polverigi – miejscowość i gmina we Włoszech, w regionie Marche, w prowincji Ankona.
Według danych na styczeń 2010 gminę zamieszkiwało 4230 osób przy gęstości zaludnienia 171,7 os./1 km².